# (15811) Nüsslein-Volhard
(15811) Nüsslein-Volhard (1994 ND1) – planetoida z pasa głównego asteroid okrążająca Słońce w ciągu 5,72 lat w średniej odległości 3,2 j.a. Odkryta 10 lipca 1994 roku.